# Єременко Олексій Гордійович
Олексі́й Горді́йович Єре́менко (31 березня 1906, Терсянка Катеринославської губернії (нині Запорізька область) — 12 липня 1942 року, похований у братській могилі в селі Хороше Слов'яносербського району.

## Біографія
Працював у Терсянці головою колгоспу імені Красіна. Налагодив зв'язки з Харківським тракторним заводом, колектив заводу взяв шефство над колгоспом. Сюди надійшов перший у районі трактор, автомашина, зусиллями тракторозаводівців село було електрифіковане.
Молодший політрук 220-го стрілецького полку 4-ї стрілецької дивізії 18-ї армії.
Замінив пораненого командира роти й загинув, піднімаючи бійців у контратаку.
Згідно з поширеною версією, за кілька миттєвостей до смерті зафіксований на фотознімку оператора Макса Альперта, котрий згодом став відомим як «Комбат». Також існує версія, що він загинув дещо пізніше.

## Вшанування пам'яті

### Україна
- Біля траси Луганськ — Бахмут (так звана Бахмутська дорога) перед поворотом на Слов'яносербськ 7 травня 1980 року було встановлено пам'ятник комбату, хоча легендарний бій відбувався південніше — в низині коло села Хороше. Автори — скульптор М. Чумак, архітектор И.Шеховцев, Т.Довженко і В.Тищенко.
- На Алеї Слави в Запоріжжі встановлено барельєф «Комбат»[1].
- Барельєф на основі відомого фото комбата розташовано на стелі в Меморіальному комплексі в центрі м. Вільнянськ (Запорізька область) на батьківщині героя.

### Світ
- Зображення було використано на поштовій марці Республіки Конго у 1985 році, присвяченій 40-річчю Дня Перемоги
- Журнал «WWII History» в одному з номерів 2007 року мав зображення комбата на обкладинці.